# Darden Restaurants
Darden Restaurants, Inc ("Restaurantes Darden") es una de varias marcas restaurantes. La empresa es propietaria de varias cadenas de restaurantes, en particular Red Lobster y Olive Garden. Tiene su sede en un área no incorporada del condado de Orange, Florida, cerca de Orlando. Darden es propietaria y opera más de 1700 localidades de todo restaurante del América del Norte y cuenta con más de 157.000 empleados, de manera que es el más grande del mundo restaurante operador en términos de ingresos. Darden no tiene franquicia de restaurantes en los Estados Unidos, pero muchos de sus sitios internacionales no están bajo control corporativo de la compañía.

## Historia
Qué sería que se conocerá como Darden Restaurantes comenzó cuando William (Bill) Darden fundó la Red Lobster Inns de América y abrió el primer restaurante Red Lobster en Lakeland, Florida en 1968.  Darden Señor escogió Lakeland porque desea ver de qué manera el concepto de tarifa en una región no costera, y es la más interna Lakeland ciudad en la Florida. La tienda se convirtió en un enorme éxito y en 1970 se había ampliado a tres lugares en el estado con dos más en construcción. Si bien los lugares eran rentables, la empresa carece de los recursos para ampliar aún más, así que Sr Darden vendido a la empresa gigante de la alimentación General Mills ese año. General Mills actualizado a la cadena de forma más informal comedor / tarifa orientada a la familia formato, abrió una nueva sede corporativa en Orlando, Florida, y Darden instalado como presidente de la compañía. En 1975, cuando Darden fue promovido a la posición de Vicepresidente de las operaciones de la unidad de restaurante, Joseph (Joe) R. Lee, el primer restaurante empresas pesebre, se hizo Presidente de Red Lobster.
En virtud de General Mills, Red Lobster se convirtió en un éxito de la cadena de casi 400 lugares en 1985. La empresa ha sufrido varias reestructuraciones y transformado de un medio de transporte barato vendedor de comida rápida en una cadena de restaurantes de mariscos en 1988.

### Diversificación
Una de las empresas de ventas en la diversificación de su cartera fue el York Steak House cadena de Inglés con temas de bistec y chop restaurantes en el decenio de 1970. El franquiciado bistec y patatas restaurante es un asunto de estilo cafetería con barra de ensaladas y de la estación caliente. A finales de la década de 1980, la cadena se ha cerrado la mayoría, sin embargo algunos lugares todavía existen independientes.
En 1982, abrió la primera tienda concepto Olive Garden en Orlando. La cadena se inició en 1989 y General Mills han abierto más de 145 tiendas, con lo que la cadena de la unidad de más rápido crecimiento en la empresa restaurante explotaciones. Aunque Olive Garden no cumplían críticos de éxito, es popular, y su ingreso de ventas creció hasta pronto coinciden con los de Red Lobster. La empresa finalmente se convirtió en la cadena más grande de Italia con temas de los restaurantes de servicio completo en los EE. UU. La empresa ayudó a reforzar su buena fe italiano apertura el Instituto Culinario de Toscana, en la Toscana, Italia, un servicio de formación diseñado para permitir a sus chefs llegar a dominar en italiano En una auténtica cocina italiana. 
Costa de China es un intento de crear una (EE. UU.) nacional restaurante casual que figuran American cocina china. Si bien la cadena finalmente ampliado a unos 50 restaurantes, su venta y él se perdió un estimado de $ 20 millones de USD. A finales de 1995, la compañía fue obturador, y los restantes lugares fueron convertidos a Red langostas o Olive Gardens o cerrado por completo.
Bahama Breeze incorpora un tema nuevo en Caribe, la alimentación y las bebidas se encuentran en las islas del Mar Caribe. Creado en 1996. 
Smokey Bones es un sports bar con barbacoa concepto y las formas conexas de los productos alimenticios en una de las montañas Apalaches lodge. Creado en el año 2000. 
Rocky River Grill House (2006 - 2007)

### Adquisición
En agosto del 2007, Darden adquirido acciones en Atlanta basado en el restaurante titular Rare Hospitality por $ 1.4 mil millones de dólares, ganando en casi dos cadenas, de la Capital Grille y LongHorn Steakhouse. A diferencia de Darden, Raros franquiciado LongHorn su concepto y no ha anunciado planes más allá de la estructura ejecutiva. 
- LongHorn Steakhouse (2007)
- La Capital Grille (2007)

### Desinversión
Al final de su año fiscal en 1995, Red Lobster se operan 1250 tiendas en 49 estados y en Canadá. 
Darden Restaurantes se escindió de General Mills fuera a partir del 9 de mayo de 1995, cuando comenzó la negociación en cuestión cuando-base en $ 9,75. La compañía pasó a ser una entidad totalmente independiente el 31 de mayo de 1995, cuando sus acciones salió a la venta en el NYSE. Las acciones abrieron en 10,75 dólares, 17% por debajo de las expectativas, pero subió a $ 11,125 por el cierre del comercio.
En diciembre de 2007, Darden anunció que será la venta de su cadena de Smokey Bones a la barbacoa Integrado, Inc, una filial de Sun Capital Partners, Inc, de aproximadamente 80 millones de dólares. La venta se completó en enero de 2008.